# Caroline Pilhatsch
Caroline Pilhatsch (née le 1er mars 1999) est une nageuse autrichienne, spécialiste du dos.

## Carrière
Originaire de Graz, sa mère est une ancienne gymnaste et son père est un ancien nageur olympique. Elle débute la natation sportive en 2011, après avoir fait de la gymnastique rythmique avec ses sœurs.
Lors des Championnats du monde de natation en petit bassin 2018, elle remporte la médaille d'argent du 50 m dos derrière l'Américaine Olivia Smoliga et devant l'Australienne Holly Barratt. Elle remporte alors la première médaille pour l'Autriche dans cette compétition depuis 2009.